# Girji
Girji (ros. Гирьи) – wieś (ros. деревня, trb. dieriewnia) w zachodniej Rosji, centrum administracyjne sielsowietu girjańskiego rejonu biełowskiego w obwodzie kurskim.

## Historia
Osada powstała w XVIII wieku, a jej nazwa wywodzi się od potomków lub podwładnych jednego z przedstawicieli klanu chanów krymsko-tatarskich Girejewów.

## Geografia
Wieś położona jest na lewym brzegu rzeki Psioł, 12 km od centrum administracyjnego Biełaja, 29 km od najbliższego miasta (Sudża) i 110 km od Kurska.
W granicach osady znajdują się ulice: Batowo, Zielonaja, Internacionalnaja, Kurskaja, Ługowaja, Magistralnaja, Mołodiożnaja, Sadowaja, Sowietskaja, Starorusskaja, Priwokzalnaja, Nabierieżnaja, Polewaja, Jubilejnaja.

## Demografia
W 2010 r. miejscowość zamieszkiwało 1465 osób.